# Kamutk Gorrilla
Kamutk Gorrilla es el nombre de una variedad cultivar de manzano (Malus domestica) Está cultivada en la colección del Banco de Germoplasma del manzano de la Universidad Pública de Navarra con el Nº BGM024, ejemplares procedentes de esquejes localizados en Bera localidad en la comarca de Cinco Villas, en la Merindad de Pamplona Navarra.

## Sinónimos
- "Manzana Kamutk Gorrilla",[7][8]
- "Kamutk Gorrilla Sagarra".[9][10]

## Características
El manzano de la variedad 'Kamutk Gorrilla' tiene un vigor medio. El árbol tiene tamaño medio y porte semi erecto, con tendencia a ramificar media, con hábitos de fructificación en ramos cortos y largos; ramos con pubescencia muy fuerte; presencia de lenticelas escasas; grosor de los ramos medio; longitud de los entrenudos media.
Las flores son de un tamaño medio; con la disposición de los pétalos libres; color de la flor cerrada roja, y el color de la flor abierta 
blanco rosado; Época de floración media, con una duración de la floración media. Incompatibilidad de alelos S1 S9.
Las hojas tienen una longitud del limbo de tamaño medio, con color verde, pubescencia presente, con la superficie poco brillante. Forma del limbo es lanceolado, forma del ápice apicular, forma de los dientes serrados, y la forma de la base del limbo redondeado. Plegamiento del limbo plegado, con porte caído; estípulas filiformes; longitud del pecíolo medio.
La variedad de manzana 'Kamutk Gorrilla' tiene un fruto de tamaño medio, de forma globosa aplastada; con color de fondo verde amarillento, con sobre color de importancia importante, color del sobre color rojo, reparto del sobre color en placas estriadas, y una sensibilidad al "russeting" (pardeamiento áspero superficial que presentan algunas variedades) débil; con una elevación del pedúnculo sobresale poco, grosor de pedúnculo fino, longitud del pedúnculo media, anchura de la cavidad peduncular pequeña, profundidad cavidad pedúncular media, importancia del "russeting" en cavidad peduncular fuerte; anchura de la cavidad calicina media, profundidad de la cavidad calicina media, importancia del "russeting" en cavidad calicina débil; apertura de los lóbulos carpelares abiertos; apertura del ojo parcialmente abierto; color de la carne crema; acidez media, azúcar alto, y firmeza de la carne media.
Época de maduración y recolección media. Se usa como manzana de elaboración de sidra.

## Susceptibilidades
- Oidio: ataque fuerte
- Moteado: ataque débil
- Fuego bacteriano: ataque medio
- Carpocapsa: ataque medio
- Pulgón verde: ataque medio
- Araña roja: ataque medio[4][13]